# Ioannis Charalambopoulos

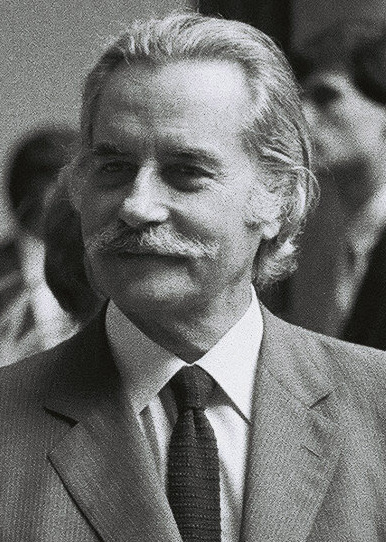
Ioannis Charalambopoulos (1985)

Ioannis Charalambopoulos (griechisch Ιωάννης Χαραλαμπόπουλος, * 10. Februar 1919 in Psari, Messenien; † 16. Oktober 2014) war ein griechischer Politiker (PASOK). Er war Außenminister und Verteidigungsminister unter Ministerpräsident Andreas Papandreou.
Charalambopoulos absolvierte ein Ingenieurstudium an der Militärakademie sowie an der Royal Military Academy Woolwich in London.
Am Zweiten Weltkrieg nahm er als Kommandant einer Infanterieeinheit an der albanischen Front sowie im Nahen Osten teil. Als Oberst schied er 1963 aus der Armee aus. Noch während seiner Militärlaufbahn schloss er sich 1961 der Zentrumsunion an. Während der Militärdiktatur (1967–1974) gründete er die Widerstandsgruppe „Demokratische Nationale Widerstandsbewegung“ (E.K.D.A.). Im Mai 1967 wurde er verhaftet und nach Syros verbannt. Durch eine Amnestie kam er frei, wurde aber im August 1968 erneut verhaftet. Es folgten drei Jahre im Gefängnis und in der Verbannung. Er schloss sich der Nationalen Befreiungsbewegung (P.A.K.) an. Nach dem Aufstand am Athener Polytechnion wurde er wieder verhaftet und von der Militärpolizei gefoltert, dann nach Gyaros deportiert, wo er sich bis zum Zusammenbruch der Diktatur aufhielt. Als Gründungsmitglied der PASOK bekleidete er verschiedene Parteiämter. Bei den Parlamentswahlen 1963 und 1964 wurde Charalambopoulos für die Zentrumsunion und bei den folgenden zehn Wahlen 1974 bis 2000 für die PASOK in das Parlament gewählt. Er war ferner Abgeordneter des Europäischen Parlaments für den Zeitraum seit dem Beitritt Griechenlands zur EU am 1. Januar 1981 bis zu den ersten Europawahlen.   Vom 21. Oktober 1981 bis 26. Juli 1985 war er Außenminister, anschließend stellvertretender Ministerpräsident bis November 1988, ferner Verteidigungsminister von April 1986 bis Juli 1989.

## Auszeichnungen
- 1983: Großes Goldenes Ehrenzeichen am Bande für Verdienste um die Republik Österreich[2]